# Ilse Kiewiet
Ilse Kiewiet (* 17. September 1927 in Berlin; † 1. Juli 2015) war eine deutsche Schauspielerin und Synchronsprecherin.

## Leben
Ilse Kiewiet besuchte die Schauspielschule des Hebbeltheaters in Berlin, an dem sie auch ein erstes Bühnenengagement erhielt. Es folgten Stationen in Rostock sowie an verschiedenen Berliner Theatern wie dem Renaissance-Theater, der Tribüne sowie dem TheaterClub im British Centre.
Daneben spielte sie in verschiedenen Film- und Fernsehproduktionen mit. So wirkte sie unter der Regie von Erik Ode in So ein Affentheater mit, unter der Regie von Imo Moszkowicz in Die Träume von Schale und Kern, in Dietrich Haugks Adaption von George Bernard Shaws Helden, in Josef von Bákys Drama Gestehen Sie, Dr. Corda! sowie in einem Film der Reihe Tatort mit Paul Esser als ermittelndem Kommissar.
Darüber hinaus arbeitete Ilse Kiewiet umfangreich im Bereich Hörspiel und Synchronisation. Sie lieh ihre Stimme zahlreichen international bekannten Schauspielkolleginnen wie Doris Day in Spion in Spitzenhöschen und in Der Mann in Mammis Bett, Annie Girardot in Spione unter sich, Vanessa Redgrave in Maria Stuart und Jean Simmons in Scheidung auf amerikanisch.
In erster Ehe war Kiewiet mit dem Komponisten und Kabarettisten Klaus Günter Neumann verheiratet, in zweiter Ehe seit 1964 bis zu ihrem Tod 2015 mit dem Schauspieler und Regisseur Michael Günther. Sie fand ihre letzte Ruhe auf dem Städtischen Friedhof Wilmersdorf.

## Filmografie (Auswahl)
- 1953: So ein Affentheater
- 1954: Der Mann meines Lebens
- 1955: Das kleine ABC – Ein Quintett, als Scherzo zu spielen
- 1958: Gestehen Sie, Dr. Corda!
- 1958: Windhund und Seehund
- 1960: Heldinnen
- 1960: Die Gaunerkomödie
- 1960: Die Träume von Schale und Kern
- 1964: Frühling mit Verspätung
- 1964: Jenny und der Herr im Frack
- 1964: Das Pferd
- 1964: Angeklagter: Onkel Daniel
- 1964: Der Mitternachtsmarkt
- 1966: Der Floh im Ohr
- 1967: Bei uns daheim
- 1969: …tot im Kanapu
- 1972: Tatort: Rattennest
- 1972: Das Klavier
- 1972: Jetzt nicht, Liebling!

## Hörspiele (Auswahl)
- 1952: Nicola Manzari: Partie zu viert (Claretta) – Regie: Rolf von Sydow (RIAS Berlin)
- 1953: Hermann Sudermann: Die Schmetterlingsschlacht – Regie: Walter Süssenguth (Theatermitschnitt – RIAS Berlin)
- 1957: Paul Schaaf: Für zwei Mark fünzig Glück. Heiteres Spielchen von Paul Schaaf (Elisabeth) – Komposition: Heinrich Riethmüller, Regie: Ivo Veit (RIAS Berlin)
- 1958: Thierry: Pension Spreewitz (Fräulein Birkels Liebesgeschichte, Folge 7, Erstsendung 8. März 1958) (Fräulein Birkel) – Regie: Ivo Veit (RIAS Berlin)
- 1960–1963: Thierry: Pension Spreewitz (Sie sprach 1960–1963 in vielen Folgen die Rolle der „Carola“) – Regie: Ivo Veit (insgesamt 150 Folgen) (RIAS Berlin)
- 1959: Noël Coward: Quadrille (Charlotte Diensen) – Regie: Wolfgang Spier (RIAS Berlin)
- 1962: Die Nashörner (nach Eugène Ionesco) (RIAS Berlin)
- 1963: Hans Kasper: Die Flöte von Jericho (Claudine) – Regie: Wolfgang Spier (RIAS Berlin)
- 1959: Brandenburger Tor (SFB)
- 1969: Michael Maaßen: Am hellen Tag (Hausfrau) – Regie: Siegfried Niemann (SFB)
- 1971: Peter Albrechtsen: Der Pappberg (Marianne) – Regie: Volker Kühn (SFB / RB)

## Synchronrollen (Auswahl)
Quelle: Deutsche Synchronkartei
| Schauspielerin   | Film / Serie                                       | Rolle                                |
| ---------------- | -------------------------------------------------- | ------------------------------------ |
| Jean Simmons     | Ein Schmetterling flog auf                         | Mary Follet                          |
| Joan Chandler    | Cocktail für eine Leiche (1. Synchro im Jahr 1963) | Janet                                |
| Sylvia Syms      | Fähre nach Hongkong                                | Liz Ferrers                          |
| Ursula Andress   | Herrscherin der Wüste (1. Synchro für Kino)        | Ayesha                               |
| Vanessa Redgrave | Maria Stuart, Königin von Schottland               | Maria Stuart, Königin von Schottland |